# وادي سقان
«وادي سقان» أو «واد سقان»، إحدى بلديات دائرة التلاغمة تنتمي إلى ولاية ميلة الجزائرية.

## الموقع الجغرافي
يحدها جنوبا وغربا بلدية التلاغمة ومن الشمال وادي العثمانية كما يحدها شرقا المدينة الجديدة علي منجلي (بلدية الخروب) وعين سمارة. والبلدية كان تأسيسها الأول لسنوات السبعينيات للقرن التاسع عشر. إذ بعد أن أصبحت تجمعا استيطانيا لعائلات أتت من أواسط فرنسا ومن مقاطعة سانت لوران وميتز بالتحديد.. ارتقت سنوات الثمانينات القرن التاسع عشر إلى بلدية ذات رقعة واسعة بعد أن كانت ملحقة اداريا ببلدية وادي العثمانية.ومع بداية الاستقلال قلص عدد البلديات فألحفت ببلدية التلاغمة ولكنها مع التقسيم الجديد صارت بلدية مستقلة بذاتها سنة 1984.

## اتتجمعات السكنية لوادي سقان
ينظم إلى وادي سقان 06 قرى وهي:
- القرية الاشتراكية مصطفى بن بو العيد
- مشتى الجر (أولاد يعقوب)
- مشتى لبارصة
- برج محطة سكة الحديد القديمة (La gare)
- مشتى عرامة
- مشتى عين أبو يكني
- مشتى ضمبر (عين العرس)

## مرافق البلدية
- 06 مدارس ابتدائية
- 03 مدارس إكمالية
- ثانوية
- 02 عيادات متعددة الخدمات
- مركب رياضي جواري
- دار الشباب
- ملعب كرة قدم
- 05 ملاعب رياضية صغيرة

1. ↑  نتائج إحصاء السكان 2008 الخاصة بولاية ميلة. نسخة محفوظة 03 مارس 2016 على موقع واي باك مشين.

قالب:اصدارات المجتمع الأثري لقسنطينة. تأليف مجموعة من الباحثين والأثريين الفرنسيين. توجد نسخ من هذه الإصدارات بمتحف سيرتا